# Paradise Valley (Alberta)
Pour les articles homonymes, voir Paradise Valley.
Paradise Valley est un village (village) du Comté de Vermilion River, situé dans la province canadienne d'Alberta.

## Démographie
En tant que localité désignée dans le recensement de 2011, Paradise Valley a une population de 174 habitants dans 68 de ses 77 logements, soit une variation de -4.9% avec la population de 2006. Avec une superficie de 0,567 0 km2, village possède une densité de population de 306,878 3 hab/km2 en 2011.
Concernant le recensement de 2006, Paradise Valley abritait 183 habitants dans 71 de ses 76 logements. Avec une superficie de 0,567 0 km2, village possédait une densité de population de 322,8 hab/km2 en 2006.
| 2001 | 2006 | 2011 | 2016 |
| ---- | ---- | ---- | ---- |
| 152  | 183  | 174  | 179  |